# Xã Rosedale, Quận Christian, Missouri
Xã Rosedale (tiếng Anh: Rosedale Township) là một xã thuộc quận Christian, tiểu bang Missouri, Hoa Kỳ. Năm 2010, dân số của xã này là 9.501 người.